# لوئیز لبه
لوئیز لبه (به فرانسوی: Louise Labé) شاعر زن قرن شانزدهم میلادی اهل فرانسه است.
وی با اسلحه اشخاصی را که زادگاهش را تصرف کرده بودند بیرون راند.